# Four Seasons Hotels and Resorts
Four Seasons Hotels Limited, marknadsförs som Four Seasons Hotels and Resorts, är en hotellkedja bestående av 78 hotell i 72 länder. Hotellkedjan med kanadensiskt ursprung grundades 1960 av Isadore Sharp och köptes år 2007 ut från börsen av ett företag som ägs av bland andra Bill Gates.